# Stylidium rhynchocarpum
Stylidium rhynchocarpum är en tvåhjärtbladig växtart som beskrevs av Otto Wilhelm Sonder. Stylidium rhynchocarpum ingår i släktet Stylidium och familjen Stylidiaceae. Inga underarter finns listade i Catalogue of Life.